# Štiavnička (district de Ružomberok)
Štiavnička (hongrois : Kisselmec) est un village de Slovaquie situé dans la région de Žilina.

## Histoire
La première mention écrite du village date de 1505.

## Démographie

### Évolution de la population
| Année:               | 1994. | 2004.    | 2014.    | 2024.    |
| -------------------- | ----- | -------- | -------- | -------- |
| Nombre de personnes: | 505   | 564      | 724      | 918      |
| Différence:          |       | +11,68 % | +28,36 % | +26,79 % |

| Année:               | 2023. | 2024.   |
| -------------------- | ----- | ------- |
| Nombre de personnes: | 901   | 918     |
| Différence:          |       | +1,88 % |